# Poul Rasmussen (fægter)
 For alternative betydninger, se Poul Rasmussen. (Se også artikler, som begynder med Poul Rasmussen)
Poul Rasmussen (født 21. oktober 1896 i København, død 21. juni 1966 i Frederiksberg) var en dansk fægter, som var medlem af Fægteklubben af 1907 i København. Han deltog i fire fægtediscipliner ved Sommer-OL 1920 i Antwerpen.